# Lobo (cantante)
Lobo, pseudonimo di Roland Kent Lavoie (Tallahassee, 31 luglio 1943), è un cantautore e compositore statunitense che ha riscosso successo negli anni 70, con diversi singoli quali Me and You and a Dog Named Boo, I'd Love You to Want Me e Don't Expect Me To Be Your Friend.
Lobo vive attualmente in Florida con sua moglie Susie dopo essere tornato negli anni 2000 dall'Asia dove aveva una casa discografica, fallita poi a causa della crisi che negli anni '90 ha coinvolto il continente.

## Discografia

### Album
- 1971  Introducing Lobo (Big Tree)
- 1972  Of a Simple Man (Big Tree)
- 1973  Calumet (Big Tree)
- 1974  Just a Singer (Philips Records)
- 1975  A Cowboy Afraid of Horses (Big Tree)
- 1976  Come With Me (Philips)
- 1979  Lobo (MCA)
- 1989  Am I Going Crazy? (WEA/UFO)
- 1994  Asian Moon (Ponycanyon)
- 1995  Classic Hits (Ponycanyon)
- 1996  Sometimes (Ponycanyon)
- 1997  You Must Remember This (Springroll)
- 2006  Am I Going Crazy (CD relançamento - Lobo Records)
- 2006  Come With Me (CD relançamento - Lobo Records)
- 2008  Out Of Time (Lobo Records)

### Raccolte
- 1990 Greatest Hits (Curb)
- 1993 The Best of Lobo (Rhino)
- 1996 The Best of Lobo (Curb)
- 1996 I'd Love You to Want Me (Rhino)
- 1997 Me & You & A Dog Named Boo & Other Hits (Rhino)
- 2004 The Very Best of Lobo  (WEA International)
- 2005 Introducing Lobo/Of a Simple Man (Wounded Bird)
- 2005 Platinum Collection
- 2006 Ultimate Collection (EMI) Malaysia
- 2006 Me & You & A Dog Named Boo & Other Hits (Coleção)
- 2007 Greatest Hits (Lobo Records)

### Singoli
- 1971: "Me and You and a Dog Named Boo" — US #5 / UK #4
- 1971: "She Didn't Do Magic"/"I'm the Only One" — US #46
- 1971: "California Kid and Reemo" — US #72
- 1972: "A Simple Man" — US #56
- 1972: "I'd Love You to Want Me" — US #2 (Gold) / Germany #1 / UK #5 (Lançamento: 1974)
- 1973: "Don't Expect Me to Be Your Friend" — US #8
- 1973: "It Sure Took a Long, Long Time" — US #27
- 1973: "How Can I Tell Her" — US #22
- 1973: "There Ain't No Way"/"Love Me for What I Am" — US #68/#86
- 1974: "Standing At the End of the Line" — US #37
- 1974: "Rings" — US #43
- 1975: "Don't Tell Me Goodnight" — US #27
- 1979: "Where Were You When I Was Falling In Love" — US #23
- 1979: "Holdin' On for Dear Love" — US #75